# Ján Svorada (Radsportler, 1968)

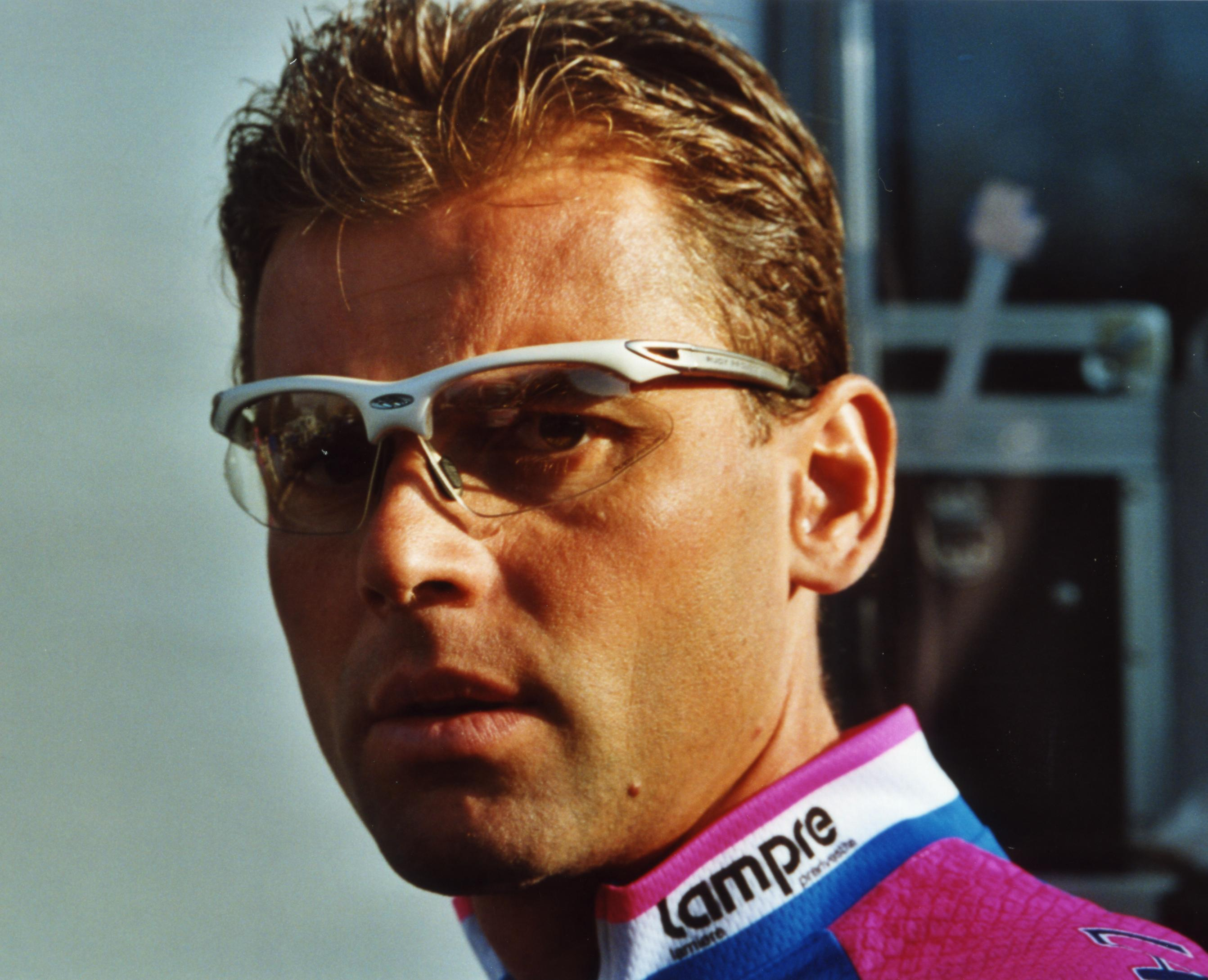
Ján Svorada (2001)

Ján Svorada (* 28. August 1968 in Trenčín) ist ein ehemaliger tschechischer Radrennfahrer.

## Sportliche Laufbahn
Svorada war im Straßenradsport aktiv und startete als Amateur für den Verein Dukla Brno. Er gewann 1990 die Internationale Friedensfahrt, die damals noch als Amateurrennen ausgetragen wurde. Daraufhin bekam er für die folgende Saison einen Profivertrag bei Colnago-Lampre. Seinen ersten Profisieg feierte er 1992 mit einem Etappensieg bei der Tour de Romandie. Beim Giro d’Italia 1994 war er mit drei Etappensiegen der erfolgreichste Sprinter. Wenig später gewann er das klassische Tour-de-France-Vorbereitungsrennen Midi Libre und sicherte sich später bei der Tour de France 1994 seinen ersten von insgesamt drei Etappensiegen. Im Folgejahr gewann er Etappen beim Giro d’Italia und der Tirreno–Adriatico. 1996 siegte er dann bei dem Etappenrennen Etoile de Bessèges und gewann sein erstes Eintagesrennen, den GP de Denain. Im selben Jahr wurde er zum ersten Mal tschechischer Straßenmeister, diesen Erfolg wiederholte er 1998 und 2005.
1997 wechselte er zum erfolgreichen Mapei-Team, wo er zwei Jahre lang fuhr. Im ersten Jahr siegte er bei jeweils drei Etappen der Katalonien-Rundfahrt und der Vuelta a España. In seinem zweiten Jahr gewann er unter anderem wieder eine Etappe bei der Tour und er siegte beim belgischen Eintagesrenne GP Rik Van Steenbergen. Danach zog es ihn wieder zurück nach Italien zu Lampre-Daikin. 2000 konnte er den Clásica de Almería gewinnen, sowie eine weitere Etappe beim Giro. Nachdem er seinen dritten Etappensieg bei der Tour de France 2001 auf dem Champs-Elysées einfuhr, wurde es etwas ruhiger um den endschnellen Mann. Es folgten Etappensiege bei der Murcia-Rundfahrt, der Belgien-Rundfahrt, dem Giro del Trentino und bei der Tour de Romandie. Seit 2005 fährt er für das tschechische Team ED'System-ZVVZ. Bei den deutschen Etappenrennen Bayern-Rundfahrt und Regio Tour holte er sich Etappensiege.
Nach insgesamt 77 errungenen Profisiegen beendete der damals 37-jährige Svorada seine Karriere mit der Teilnahme am tschechischen Eintagesrennen Prag-Karlsbad-Prag im Jahr 2006.

## Palmarès
1990
- Gesamtwertung Friedensfahrt

1992
- eine Etappe Tour de Romandie
- eine Etappe Grand Prix Midi Libre

1993
- Intergiro-Wertung Giro d’Italia

1994
- eine Etappe Tour de Romandie
- drei Etappen Giro d’Italia
- Gesamtwertung Midi Libre
- eine Etappe Tour de France

1995
- eine Etappe Tirreno–Adriatico
- eine Etappe Giro d’Italia

1996
- Gesamtwertung Etoile de Bessèges
- eine Etappe Tirreno–Adriatico
- GP de Denain
- eine Etappe Tour de Suisse
- Tschechischer Meister – Straßenrennen

1997
- drei Etappen Katalonien-Rundfahrt
- drei Etappen Vuelta a España

1998
- eine Etappe Tirreno–Adriatico
- Tschechischer Meister – Straßenrennen
- eine Etappe Tour de France
- GP Rik Van Steenbergen

1999
- eine Etappe Tirreno–Adriatico

2000
- Clásica de Almería
- eine Etappe Tirreno–Adriatico
- eine Etappe Giro d’Italia

2001
- eine Etappe Tour de France

2004
- eine Etappe Tour de Romandie

2005
- Tschechischer Meister – Straßenrennen

## Teams
- 1991 Colnago-Lampre
- 1992 Lampre-Colnago
- 1993 Lampre-Polti
- 1994–1995 Lampre-Panaria
- 1996 Panaria-Vinavil
- 1997 Mapei-GB
- 1998 Mapei-Bricobi
- 1999 Lampre-Daikin
- 2000 Lampre-Daikin
- 2001 Lampre-Daikin
- 2002 Lampre-Daikin
- 2003 Lampre
- 2004 Lampre
- 2005 eD'System-ZVVZ

## Ehrungen
Svorada  wurde 1995 bis 1998 und 2003 Gewinner der jährlichen Umfrage zum Král cyklistiky (Radsportkönig) des Radsportverbandes Československý svaz cyklistiky.